# Cuarteto de cuerda n.º 8 (Beethoven)
El Cuarteto de cuerda n.º 8 en mi menor, op. 59, n.º 2 de Ludwig van Beethoven es el segundo de tres de su ciclo de cuartetos de cuerda conocido como Razumovsky, y forma parte del periodo "medio" de su producción. Fue publicado en 1808.
Consta de cuatro movimientos:
1. Allegro, en 6/8
2. Molto adagio (Si tratta questo pezzo con molto di sentimento),  en Mi mayor
3. Allegretto (sección de segundo "Maggiore @– Tema russe"), 3/4, Mi menor - Maggiore - Minore
4. Finale, Presto, empezando en Do Mayor y acabando en Mi menor

Según Carl Czerny, el segundo movimiento del cuarteto se le ocurrió a Beethoven cuando contemplaba el cielo estrellado y meditando acerca de la armonía de las esferas (Thayer, Vida de Beethoven).
EL tema ruso Gloria al Sol, del Allegretto fue también utilizado por Modest Músorgski en Borís Godunov, por Antón Arenski en su Cuarteto de la Cuerdas núm. 2 en la menor, por Rimski-Kórsakov en La prometida del Zar (1898) y por Serguéi Rajmáninov en su 6 Morceaux para Dúo de Piano, Op. 11. La melodía fue utilizada por Beethoven de una manera poco amable. Según Kerman, "suena como si el Conde Razumovsky no hubiese tenido tacto al sugerírselo y Beethoven lo hunde en la tierra a modo de venganza." Muchos oyentes han encontrado esta sección del cuarteto bastante jocosa, especialmente en contraste la parte prosaico, cuasi "ejercicio-contrapuntístico" que le precede (otro ejemplo de Beethoven parodiando un ejercicio de contrapunto estudiantil se puede encontrar encontrado en el scherzo del Cuarteto núm. 10, opus 74).